# Tegyi Kornél
Tegyi Kornél (1997 –) magyar színész.

## Életpályája
1997-ben született. A középiskolát Pápán végezte. 2017–2022 között a Színház- és Filmművészeti Egyetem hallgatója volt, Székely Kriszta és Máté Gábor osztályában. Egyetemi gyakorlatát a Miskolci Nemzeti Színházban töltötte, melynek 2022-től tagja.

## Színházi szerepei

### Miskolci Nemzeti Színház
- A tatárok Magyarországon: Zoltán (2023)
- Berzsián és Dideki (2023)
- Az üvegcipő: Császár (2023)
- Micimackó: Micimackó (2022)
- Ének az esőben: Roscoe Dexter (2022)
- A falu rossza: Feri, béres Feledinél (2022)
- Élektra: Földmíves / Kar (2022)
- Tartuffe: Damis, Orgon fia (2021)
- Kasimir és Karoline: Pauli (2021)
- Producerek: Carmen Ghia (2021)
- Déjá Vu (2021)
- Feketeszárú cseresznye: Jankovics (2021)
- Hamupipőke: Királyfi, hamarosan király, név szerint Fülöp (2021)
- Kilépő (2025)

## Filmes és televíziós szerepei
- Békeidő (2020)